# Podlesie (powiat człuchowski)
Podlesie – osada w Polsce położona w województwie pomorskim, w powiecie człuchowskim, w gminie Koczała.
W latach 1975–1998 miejscowość administracyjnie należała do województwa słupskiego.
Osadę stanowią dwie zagrody w lesie zwanym Niesiłowskim, stanowi część składową sołectwa Koczała.